# Recetor de estrogénio alfa
O receptor de estrogénio alfa, também conhecido por ER-α (Estrogen Receptor Alpha) ou NR3A1 (Nuclear Receptor Subfamily 3, grupo A, membro 1) é um receptor nuclear activado pela hormona sexual estrogénio. Nos humanos, o ER-α é codificado pelo gene ESR1 (Receptor de Estrogénio 1 - Estrogen Receptor 1).

## Estrutura
O receptor de estrogénio é um fator de transcrição activado por ligantes, composto por vários domínios importantes para a ligação de hormonas, para a ligação de ADN, e activação da transcrição.
O splicing alternativo dá origem a várias transcrições mRNA de ESR1, que se distinguem sobretudo nas regiões não traduzidas 5'-UTR. Os receptores traduzidos mostram variações menores.

## Coactivadores
Os coactivadores do ER-α incluem:
- SRC-1[7][8]
- AIB1[9]
- BCAS3[10]